# Převzetí podniku
Akvizice (převzetí, takeover) představuje převzetí podniků na základě koupě a prodeje. Může mít charakter přátelského i nepřátelského převzetí, tedy buď se souhlasem nebo proti vůli managementu přebírané firmy. Nabyvatel kupuje akcie, podíly, podnik.
Od rekodifikace soukromého práva účinné od 1. ledna 2014 je užíván soukromým právem pojem závod, který je svými definičními znaky odlišní od pojmu podnik. Závod je totiž organizovaný soubor jmění, tj. aktiva i pasiva podnikatele (§ 502 zákona č. 89/2012 Sb., občanský zákoník, a podnikatel pak § 420 téhož zákona).
Pojem akvizice je v právní a ekonomické mluvě hojně užívaným termínem, avšak definice jako taková v legislativě zakotvena není.
Podmínkou je, aby před jejich provedením existovaly samostatné podniky. Jejich převzetí může mít podobu:
- a)	horizontální (podniky zabezpečují buď stejné výrobky nebo služby, nebo výrobky, které si konkurují)
- b)	vertikální (jeden podnik vystupuje jako potenciální nebo skutečný dodavatel výrobků či služeb pro podnik druhý)
- c)	konglomerátní/sdružená (oba podniky operují v oblastech spolu navzájem vůbec nesouvisejících) [1]

## Kapitálová a majetková akvizice
V obecné rovině se termín prodej a koupě podniku používá pro tyto dvě situace:
- a) pro prodej a koupi majoritního podílu nebo balíku akcií, jehož prostřednictvím vlastník ovlivňuje řízení obchodní společnosti, a tím i fungování podniku (=jedná se o prodej a koupi vlivu v obchodní společnosti). Pro tento typ transakcí se používá i označení koupě „equity“, kapitálová akvizice. Při kapitálové akvizici nedochází k oddělení podniku od právního subjektu, mění se pouze jeho vlastnická struktura. Z obchodně právního hlediska se jedná o transakce úplatného převodu obchodního podílu nebo úplatného převodu cenných papírů. V účetnictví zúčastněných subjektů se tyto operace projevují jako prodej a koupě finanční investice. Kapitálové akvizice jsou procesem, v němž se získává takový podíl na „ekvitě“, tj. na základním a vlastním kapitálu společnosti, který nabyvateli dovoluje ovládnout celý podnik společnosti. [1]

- b) pro prodej a koupi podniku – fungujícího ekonomického celku, se všemi jeho aktivy a závazky (= předmětem prodeje je přímo podnik s jeho aktivy a závazky). Tento typ transakce bývá označován jako majetková akvizice. Prodejem podniku se podnik odděluje od prodávajícího subjektu (fyzické nebo právnické osoby) a přechází, spojuje se s podnikem kupujícího subjektu (právnické nebo fyzické osoby). Prodejem podniku nedochází ke změně vlastnické struktury ani prodávajícího ani kupujícího subjektu. Prodávající obchodní společnost není zrušena. Koupí podniku nedochází k přechodu obchodních podílů. Koupený podnik jako „soubor majetku a závazků“ fakticky splývá s majetkem a závazky nabyvatele – nového vlastníka. Z hlediska kupujícího nejde o pořízení investice, ale o pořízení podniku jako celku a o převzetí jednotlivých položek aktiv a závazků, které podniku patří. [1]

Vznikají- li akvizice v rámci jedné země, tedy mezi domácími firmami, zdrojem střetu je odlišnost obsahu organizačních kultur. Vznikají-li akvizice mezi firmami z různých zemí, jsou pracovníci firem vystaveni dvojímu střetu: střetu na úrovni organizačních kultur a na úrovni kultur národních.

## Výhody akvizice
- časová: otevírá podnikům velice rychlý přístup k novým aktivitám
- kompetenční: v oborech používajících špičkové technologie (za velmi vysokých částek akvizice malých specializovaných firem jen proto, aby nabyvatelé získali přístup k jejich odborným pracovníkům, disponujících potřebným know-how, nebo k jejich patentům)
- tržní: s nižšími náklady možnost překonat některé bariéry vstupu na trh (např. přístup k distribučnímu systému) [1]

## Nevýhody akvizice
- finanční a cenové riziko
- integrační riziko

## Fáze aktivizačního procesu
- 1)	plánování akvizice
- 2)	převzetí akvizičního subjektu
- 3)	integrace akvírovaného podniku [1]

Hlavní rozdíl mezi fúzí a akvizicí: při akvizici vlastníci přebíraného majetku (nebo minimálně jejich většina) „odcházejí ze hry“ a jako majitelé končí. Získají hotovost, za kterou prodají svoje aktiva ve formě podniku jako celku vyjádřená akciemi, nebo určitá divize podniku, jednotlivý provoz, prodejní síť atd. Při fúzi akcionáři nebo podílníci zůstávají, byť se změní jejich podíly nebo vzájemné vztahy. 